# University High School
La University High School, (UHS) è una delle prime scuole superiori pubbliche di Melbourne. Si trova nel quartiere di Parkville ed è stata fondata a Carlton nel 1910,. È una delle più note scuole secondarie dello Stato.

## Storia

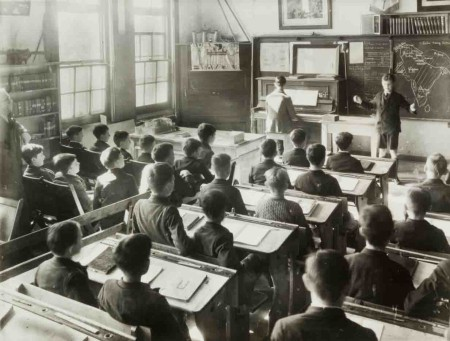
Una classe dell'istituto negli anni Trenta del Novecento

Nel 1872 l'Education Act stabilì nuove regole per l'educazione in Australia e sino all'inizio del XX secolo non vi fu nessuna scuola statale superiore pubblica. La prima scuola a portare il nome di University High School a Melbourne venne fondata come istituzione privata nel 1893 e chiusa nel 1912. Intanto nel 1910 iniziò la sua attività la scuola pubblica denominata University Practising School che nel 1913, dopo la chiusura della scuola privata, ne assunse il nome e, dal 1930, si trasferì nel quartiere di Parkville occupando l'area di Story Street adiacente al Royal Melbourne Hospital e molto vicina al Royal Children's Hospital, al nuovo edificio del Royal Women's Hospital, all'Università di Melbourne e al Melbourne city centre. Il primo anno gli allievi avevano un'età media attorno ai 12 anni e in totale erano 82, 40 ragazzi e 42 ragazze, selezionati con colloqui individuali. Negli anni successivi il numero di allievi aumentò rapidamene e la scuola cominciò a farsi apprezzare offrendo una formazione adatta al proseguimento degli studi universitari
Durante la seconda guerra mondiale l'esercito statunitense allestì un campo nell'istituto e vi furono trasferite 240 studentesse della MacRobertson Girls High School poiché i loro edifici scolastici erano stati requisiti dai militari.
La scuola dal 1981 ha inserito programmi per accelerare la formazione degli alunni svolgendo in questo un ruolo pionieristico e poi consolidato nel Paese.
La scuola negli ultimi anni del XX secolo è andata incontro a momenti di difficoltà per la riorganizzazione delle strutture e i necessari aggiornamenti che sono stati superati nel 1997 con la nuova offerta formativa

## Studenti e attività didattiche

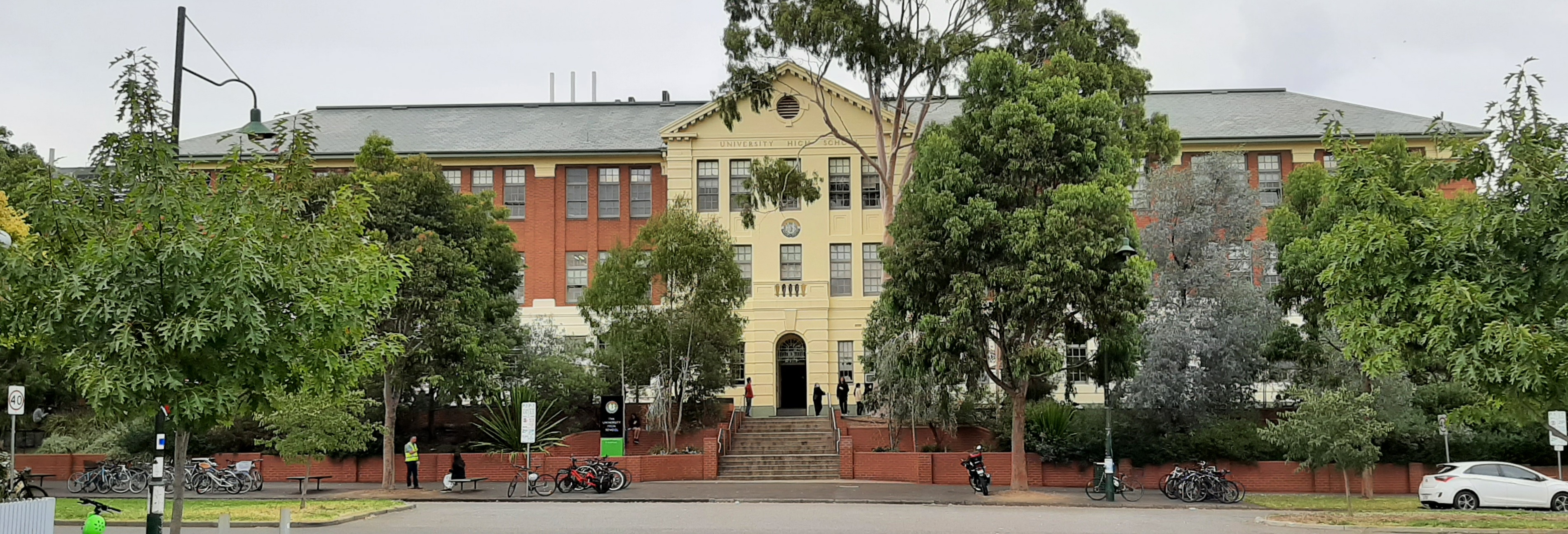
Edificio nord della scuola nel 2022

La University High School accoglie circa 1.500 studenti di età compresa tra 7 e 12 anni di varia provenienza etnica e culturale. L'offerta formativa comprende laboratori musicali, programmi di recupero e altre attività.